# تأثير التغطية
تأثير التغطية هو تعزيز أشعة الحمراء أو الأشعة تحت الحمراء من طيف النجم على حساب المناطق الأخرى، مع تأثير تناقص إجمالي على الطيف بأكمله. نشأ هذا المصطلح في مقال كتبه عالم الفيزياء الفلكية إدوارد آرثر ميلن في عام 1928، حيث تم استخدامه لوصف التأثيرات التي أحدثتها الفلزات الفلكية في المناطق الخارجية للنجم على طيف هذا النجم.  نشأ الاسم لأن خطوط الامتصاص تعمل كـ "مشوش"، مما يؤدي إلى ارتفاع درجة حرارة الطيف الترددي على ما كان سيحدث إذا لم تكن هذه الخطوط موجودة. 
فالمعادن الفلكية، التي تنتج معظم خطوط الامتصاص الطيفي للنجوم، تمتص جزءًا من الطاقة الإشعاعية للنجم (وهي ظاهرة تعرف باسم تأثير المنع) ثم تعيد بثها بتواتر أقل كجزء من تأثير النغمة الخلفية.  ينتج الجمع بين هذين التأثيرين في موضع النجوم في مخطط ملون اللون ليتحرك نحو مناطق أكثر احمرارًا حيث تزداد نسبة المعادن فيها. وبالتالي، فإن تأثير التغطية يعتمد بشكل كبير على مؤشر المعادن للنجم، والذي يشير إلى جزء من العناصر الأخرى غير الهيدروجين والهيليوم الذي يؤلفه.

## الروابط الخارجية
- "Line-Blanketing Effects on the uvbyβ Photometric System"; McNamara, D. H. & Colton, D. J. (1969)
- The Treatment of Line Blanketing
- The universal book of astronomy: from the Andromeda Galaxy to the zone of avoidance; Wiley 2004, David J. Darling, pag. 293
- Metallicity and the spectral energy distribution of O stars; Martín-Hernández, N. L., Mokiem, M. R., de Koter, A. & Tielens, A. G. G. M. (2002)
- Line Blanketing, Oxford Articles, May 2013